# Natriumdimethyldithiocarbamat
Natriumdimethyldithiocarbamat ist eine chemische Verbindung aus der Gruppe der Carbamate und das Natriumsalz der N,N-Dimethyldithiocarbaminsäure.

## Gewinnung und Darstellung
Natriumdimethyldithiocarbamat kann durch Reaktion von Schwefelkohlenstoff mit Dimethylamin und Natriumhydroxid in Ethanol gewonnen werden.
{\displaystyle {\ce {CS2 + HN(CH3)2 + NaOH -> NaS2CN(CH3)2 + H2O}}}

## Eigenschaften
Natriumdimethyldithiocarbamat ist ein weißes bis fast weißes, kristalles Pulver, das löslich in Wasser ist. Es kommt vor allem als Dihydrat vor, welches bei 115 °C Kristallwasser abgibt und sich in das Hemihydrat umwandelt, welches sich bei weiterer Erhitzung zersetzt. Das Dihydrat besitzt eine monokline Kristallstruktur mit der Raumgruppe P21/a (Raumgruppen-Nr. 14, Stellung 3).

## Verwendung
Natriumdimethyldithiocarbamat wird als Zwischenprodukt zur Herstellung anderer chemischer Verbindungen, sowie als Pestizid, Fungizid, Algizid und Korrosionsschutzmittel verwendet. Es wird auch als Koagulationsmittel, Vulkanisiermittel und Chelatbildner eingesetzt.

## Regulierung
Über den Safe Drinking Water and Toxic Enforcement Act of 1986 besteht in Kalifornien seit 30. März 1999 eine Kennzeichnungspflicht für Produkte, die Natriumdimethyldithiocarbamat enthalten.

## Externe Links zu erwähnten Verbindungen
1. ↑  Externe Identifikatoren von bzw. Datenbank-Links zu Natriumdimethyldithiocarbamathydrat:  CAS-Nr.: 207233-95-2, EG-Nr.: 629-646-7, ECHA-InfoCard: 100.157.810, PubChem: 16218430, ChemSpider: 11517617, Wikidata: Q82476698.
2. ↑  Externe Identifikatoren von bzw. Datenbank-Links zu Dimethyldithiocarbaminsäure:  CAS-Nr.: 79-45-8, PubChem: 6599, ChemSpider: 6349, Wikidata: Q27156609.